# Джонсон, Тимоти (боец)
Ти́моти Джо́нсон (англ. Timothy Johnson; 13 марта 1985, Ламбертон) — американский боец смешанного стиля, представитель тяжёлой весовой категории. Выступает на профессиональном уровне начиная с 2010 года, известен по участию в турнирах бойцовской организации UFC, владел титулом чемпиона Dakota FC в тяжёлом весе. В 2018 году подписал контракт с Bellator.

## Биография
Тимоти Джонсон родился 13 марта 1985 года в городе Ламбертон, штат Миннесота. Во время обучения в Миннесотском государственном университете Мурхед состоял в студенческой команде по борьбе, дважды становился спортсменом всеамериканского уровня во втором дивизионе. Кроме того, позже освоил бразильское джиу-джитсу. Впоследствии сменил множество профессий, работал водителем грузовика, вышибалой в баре, служил в армии национальной гвардии Миннесоты. Тогда же познакомился со смешанными единоборствами, приглашался для тренировки нескольких бойцов в качестве спарринг-партнёра.
Карьеру профессионального бойца ММА начал в октябре 2010 года в городе Фарго, штат Северная Дакота, присоединившись к местной Академии боевых искусств. Дрался преимущественно в местных промоушенах Max Fights и Dakota FC (завоевал и дважды защитил титул чемпиона Dakota FC в тяжёлой весовой категории), большинство своих соперников побеждал болевыми и удушающими приёмами, лишь в 2011 году потерпел одно поражение болевым приёмом «кимура» от Ленса Питерсона. В октябре 2014 года встречался с опытнейшим Трэвисом Виуффом и одержал над ним победу техническим нокаутом в первом же раунде.
Имея в послужном списке восемь побед и только одно поражение, в 2015 году Джонсон привлёк к себе внимание крупнейшей американской организации Ultimate Fighting Championship и подписал с ней долгосрочное соглашение. Дебютировал здесь в поединке против российского тяжеловеса Шамиля Абдурахимова, победил его техническим нокаутом в концовке первого раунда. В следующем бою встретился с соотечественником Джаредом Рошолтом, на последней минуте последнего раунда сумел потрясти своего соперника и, предприняв решительную серию ударов, был близок к досрочному завершению поединка, однако Рошолт выдержал натиск, и Джонсону засчитали поражение единогласным судейским решением. В третьем бою, состоявшемся в Хорватии, по итогам трёх раундов единогласным решением взял верх над польским тяжеловесом Марчином Тыбурой, бывшим чемпионом организации M-1 Global. Ожидается, что в ноябре 2016 года Тимоти Джонсон выйдет в октагон против россиянина Александра Волкова, для которого этот бой должен стать дебютным в UFC. Джонсон раздельным решение проиграл Александру Волкову. После этого 18 марта 2017 года так же раздельным решением победил поляка Даниеля Омеляньчука. 22 июля 2017 года в рамках турнира UFC on Fox: Weidman vs. Gastelum проиграл бразильцу Жуниору Албини. На турнире UFC Fight Night: Machida vs. Anders, который прошел в Белене(Бразилия) 3 февраля 2018 года Джонсон победил местного бойца Марсело Гольма, который до этого не имел поражений в карьере.

## Статистика в профессиональном ММА
| Боёв 29  | Побед 18 | Поражений 11 |
| -------- | -------- | ------------ |
| Нокаутом | 9        | 6            |
| Сдачей   | 4        | 2            |
| Решением | 5        | 3            |

| Результат | Рекорд | Соперник            | Способ                           | Турнир                                    | Дата            | Раунд | Время | Место                       | Примечание                                                |
| --------- | ------ | ------------------- | -------------------------------- | ----------------------------------------- | --------------- | ----- | ----- | --------------------------- | --------------------------------------------------------- |
| Поражение | 18-11  | Вадим Немков        | Удушающий приём (удушение сзади) | PFL: Road to Dubai                        | 25 января 2025  | 1     | 1:13  | Абу-Даби, ОАЭ               |                                                           |
| Поражение | 18–10  | Денис Гольцов       | TKO (удары)                      | PFL 7 (2024)                              | 2 августа 2024  | 1     | 2:26  | Нэшвилл, Теннеси, США       |                                                           |
| Победа    | 18-9   | Данило Маркос       | TKO (удары)                      | PFL 4 (2024)                              | 13 июня 2024    | 1     | 3:14  | Анкасвилл, Коннектикут, США |                                                           |
| Победа    | 17–9   | Дарион аббат        | TKO (удары)                      | XFC 50                                    | 12 апреля 2024  | 1     | 1:42  | Лейкленд, Флорида, США      |                                                           |
| Победа    | 16–9   | Саид Совма          | Единогласное решение             | Bellator 294                              | 21 апреля 2023  | 3     | 5:00  | Гонолулу, Гавайи, США       |                                                           |
| Поражение | 15–9   | Линтон Васселл      | Технический нокаут (удары)       | Bellator 277                              | 15 апреля 2022  | 1     | 4:21  | Сан-Хосе, Калифорния, США   |                                                           |
| Поражение | 15-8   | Фёдор Емельяненко   | КО (удар)                        | Bellator 269                              | 23 октября 2021 | 1     | 1:46  | Москва, Россия              |                                                           |
| Поражение | 15-7   | Валентин Молдавский | Единогласное решение             | Bellator 261                              | 25 июня 2021    | 5     | 5:00  | Анкасвилл, США              | Бой за титул временного чемпиона Bellator в тяжёлом весе. |
| Победа    | 15-6   | Чейк Конго          | Раздельное решение               | Bellator Paris                            | 10 октября 2020 | 3     | 5:00  | Париж, Франция              |                                                           |
| Победа    | 14-6   | Мэтт Митрион        | TKO (удары руками)               | Bellator 243                              | 7 августа 2020  | 1     | 3:14  | Анкасвилл, США              |                                                           |
| Победа    | 13-6   | Тайрелл Форчун      | KO (удар рукой)                  | Bellator 239                              | 21 февраля 2020 | 1     | 2:35  | Такервилл, США              |                                                           |
| Поражение | 12-6   | Виталий Минаков     | KO (удары руками)                | Bellator 225                              | 24 августа 2019 | 1     | 1:45  | Бриджпорт, США              |                                                           |
| Поражение | 12-5   | Чейк Конго          | KO (удары руками)                | Bellator 208                              | 13 октября 2018 | 1     | 1:08  | Юниондейл, США              |                                                           |
| Победа    | 12-4   | Марсело Гольм       | Единогласное решение             | UFC Fight Night: Machida vs. Anders       | 3 февраля 2018  | 3     | 5:00  | Белен, Бразилия             |                                                           |
| Поражение | 11-4   | Жуниор Албини       | TKO (удары руками)               | UFC on Fox: Weidman vs. Gastelum          | 22 июля 2017    | 1     | 2:51  | Юниондейл, США              |                                                           |
| Победа    | 11-3   | Данель Омеляньчук   | Раздельное решение               | UFC Fight Night: Манува — Андерсон        | 18 марта 2017   | 3     | 5:00  | Лондон, Англия              |                                                           |
| Поражение | 10-3   | Александр Волков    | Раздельное решение               | UFC Fight Night: Mousasi vs. Hall 2       | 19 ноября 2016  | 3     | 5:00  | Белфаст, Северная Ирландия  |                                                           |
| Победа    | 10-2   | Марчин Тыбура       | Единогласное решение             | UFC Fight Night: Rothwell vs. dos Santos  | 10 апреля 2016  | 3     | 5:00  | Загреб, Хорватия            |                                                           |
| Поражение | 9-2    | Джаред Рошолт       | Единогласное решение             | UFC Fight Night: Teixeira vs. Saint Preux | 8 августа 2015  | 3     | 5:00  | Нашвилл, США                |                                                           |
| Победа    | 9-1    | Шамиль Абдурахимов  | TKO (удары руками)               | UFC Fight Night: Mendes vs. Lamas         | 4 апреля 2015   | 1     | 4:57  | Фэрфакс, США                |                                                           |
| Победа    | 8-1    | Трэвис Виуфф        | TKO (удары руками)               | Dakota FC 19                              | 25 октября 2014 | 1     | 3:36  | Фарго, США                  |                                                           |
| Победа    | 7-1    | Кевин Осплунд       | Сдача (удушение спереди)         | Beatdown at 4 Bears 11                    | 7 июня 2014     | 1     | 2:41  | Нью-Таун, США               |                                                           |
| Победа    | 6-1    | Бретт Мёрфи         | TKO (бросок и удары)             | Dakota FC 18                              | 26 апреля 2014  | 2     | 1:17  | Фарго, США                  |                                                           |
| Победа    | 5-1    | Брайан Хиден        | TKO (удары руками)               | Dakota FC 17                              | 11 января 2014  | 2     | 2:56  | Фарго, США                  |                                                           |
| Победа    | 4-1    | Скотт Хоуф          | Сдача (треугольник руками)       | Max Fights 18                             | 26 октября 2013 | 1     | 4:56  | Фарго, США                  |                                                           |
| Победа    | 3-1    | Дин Лэмб            | Сдача (удары руками)             | Max Fights 17                             | 23 марта 2013   | 1     | 0:34  | Фарго, США                  |                                                           |
| Победа    | 2-1    | Шейн Дези           | Сдача (замок)                    | Max Fights 16                             | 17 ноября 2012  | 1     | 0:49  | Фарго, США                  |                                                           |
| Поражение | 1-1    | Ленс Питерсон       | Сдача (кимура)                   | Max Fights 13                             | 19 марта 2011   | 2     | 2:52  | Фарго, США                  |                                                           |
| Победа    | 1-0    | Трэвис Уайли        | Сдача (удушение сзади)           | Max Fights 11                             | 30 октября 2010 | 1     | 2:23  | Фарго, США                  |                                                           |